# Światła Nowego Jorku
Światła Nowego Jorku (ang. Lights of New York) – amerykański film dźwiękowy z 1928 roku w reżyserii Bryana Foya. Pierwszy całkowicie dźwiękowy ﬁlm wytwórni Warner Bros..

## Obsada
- Helene Costello - Kitty Lewis
- Gladys Brockwell - Molly Thompson
- Cullen Landis - Eddie Morgan
- Mary Carr - Pani Morgan
- Wheeler Oakman - 'Hawk' Miller
- Robert Elliott - Detektyw Crosby
- Eugene Pallette - Gene
- Tom Dugan - Sam